# Mazeyrolles
Mazeyrolles é uma comuna francesa na região administrativa da Nova Aquitânia, no departamento Dordonha. Estende-se por uma área de 29,23 km². Em 2010 a comuna tinha 319 habitantes (densidade: 10,9 hab./km²).